# Cetrel
CETREL avait été créée en 1985 au Luxembourg pour mettre en place un système de paiements électroniques et simplifier les interactions monétaires électroniques sur la place luxembourgeoise.
Au 1er janvier 2016, CETREL S.A. a fusionné avec la société SIX Payment Services (Europe) S.A., qui a repris en son nom les activités de CETREL S.A.
Au 1er juin 2018, la société Worldline acquiert SIX Payment Services.

## Historique
- 1985 : Création de CETREL par un consortium bancaires luxembourgeois
- 2004 : Transformation des statuts en Société Coopérative Commerciale
- 2008 : Transformation en Société Anonyme
- 2008 : Accord de partenariat avec le groupe SIX Group AG
- 2014 : SIX Group AG devient l'unique actionnaire
- 2016 : CETREL S.A. fusionne avec SIX Payment Services (Europe) S.A.
- 2018 : Accord de partenariat entre SIX Payment Services (Europe) S.A. et Worldline[1]